# Степненська сільська територіальна громада
Степненська сільська громада — територіальна громада в Україні, в Запорізькому районі Запорізької області. Адміністративний центр — село Степне.
Площа громади — 102,90 км², населення — 5499 мешканців (2020).
Утворена 12 червня 2020 року шляхом об'єднання Наталівської і Степненської сільських рад Запорізького району.

## Населені пункти
У складі громади 2 селища (Івано-Ганнівка і Велика Комишуватка) та 6 сіл:
- с. Лежине
- с. Наталівка
- с. Новостепнянське
- с. Степне
- с. Черепівське
- с. Шевченківське